# Spencer (Massachusetts)
Pour les articles homonymes, voir Spencer.
Spencer est une ville du comté de Worcester dans le Massachusetts aux États-Unis dont la population était de 11 691 habitants en 2000.

## Histoire
Spencer fut colonisée en 1721 et s'incorpora municipalité le 12 avril 1753, se séparant ainsi de la ville de Leicester. La ville doit son nom au gouverneur du Massachusetts de l'époque, Spencer Phips. Parmi ses habitants célèbres, on peut citer Elias Howe, un inventeur qui contribua à la création de la machine à coudre.
Le 25 avril 2007 on découvrit qu'il y avait une malfonction dans l'une des stations de traitement d'eau de la ville. Une quantité d'hydroxyde de sodium trop grande s'était en effet déversée dans les réservoirs. Environ 12 personnes furent hospitalisées à cause de brûlures et de maladies liées à l'accident. Un Mass Casualty Incident fut déclaré et l'utilisation de l'eau du robinet fut interdite les jours suivants.

## Géographie
La ville est de forme rectangulaire. Elle est entourée à l'est par Leicester, au sud par Charlton, à l'ouest par East Brookfield, et au nord par Paxton. Elle est divisée en quartiers par la Route 31 (nord-sud) et la Route 9 (est-ouest). Une troisième route d'État, la Route 49, lie la partie ouest de la ville à la communauté voisine de Sturbridge.

### Démographie
Au recensement de 2000 il y avait 11 691 habitants, 4 583 ménages et 3 093 familles dans la ville. 97,93 % étaient blancs, 0,59 % noirs ou Afro-Américains, 0,24 % Amérindiens, 0,33 % Asiatiques, 0,02 % d'originaires des Îles du Pacifique, 0,26 % d'autres origines et 0,64 % de métis. Les Hispaniques représentaient 1,33 % de la population totale. La population se répartissait entre 24,6 % de personnes de moins de 18 ans, 8,7 % de 18 à 24 ans, 29,9 % de 25 à 44 ans, 24,4 % de 45 à 64 et 12,4 % de personnes âgées. L'âge moyen était de 37 ans. Le revenu par tête s'élevait à 21 017 $. 8,6 % de la population était en dessous de la ligne de pauvreté.